# Chronologie de la construction du viaduc de Millau
Chronologie détaillée de la construction du viaduc de Millau.

## Description succincte de l'ouvrage
Le viaduc est un pont à haubans de 2 460 m de longueur. Il traverse la vallée du Tarn à près de 270 m de hauteur au-dessus de la rivière. Son tablier de 32 m de large accueille une autoroute de 2 fois 2 voies(voie aller-voie retour) et deux voies de secours. Il est maintenu par sept piles prolongées chacune par un pylône de 87 m
de hauteur auquel sont arrimées 11 paires de haubans.
Le pont a un rayon de courbure de 20 km, ce qui permet aux véhicules d'avoir une trajectoire plus précise qu'en ligne droite. Des structures de béton assurent l’appui du tablier à la terre ferme sur le Causse du Larzac d’un côté et le Causse rouge de l’autre.

## Chronologie

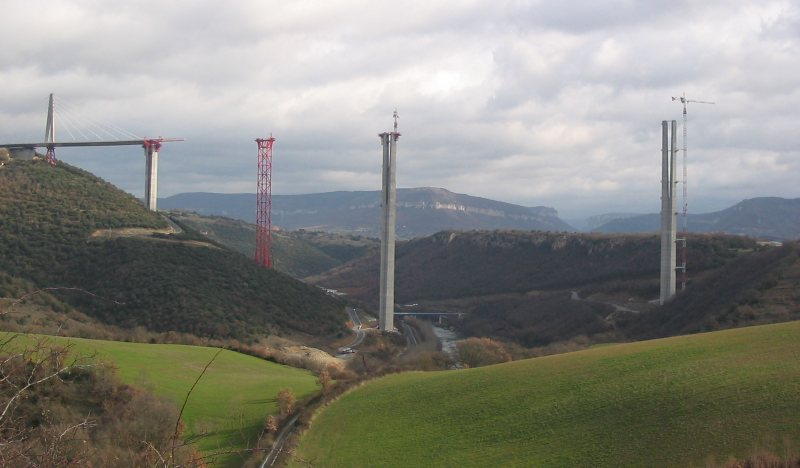
Partie nord en construction. Côté Millau (début 2004)

- Octobre 2001 : Installation du chantier.
- 16 octobre 2001 : Début de construction du chantier.
- 14 décembre 2001 : Pose de la 56e pierre du chantier.
- Janvier 2002 : Fondations des piles.
- Mars 2002 : Début de la culée C8.
- Juin 2002 : Début des piles - fin de la culée C8.
- Juillet 2002 : Début des fondations des palées.
- Août 2002 : Début de la culée C0.
- Septembre 2002 : Début de l'assemblage du tablier.
- Novembre 2002 : La pile P2 (la plus haute) dépasse les 100 mètres.
- 25 février 2003 : Début du lançage du tablier[1].
- 28 mai 2003 : La pile P2 a dépassé la hauteur de 180 m, devenant ainsi la plus haute pile du monde (record détenu auparavant par le viaduc des cannibales). Ce record devrait être battu à la fin de l'année avec 245 m.
- 3 juillet 2003 : Début de l'opération de lançage L3. Elle s'est terminée 1 heure plus tard. À la fin du lancement, le tablier est cloué provisoirement sur la pile pour assurer sa stabilité en cas de tempêtes avec des vents de 185 km/h.
- 25 août 2003 - 26 août 2003 : Phase de lancement L4. Elle permet au tablier de franchir la distance entre la pile P7 et l'appui provisoire Pi6.
- 29 août 2003 : Accostage du tablier sur l'axe de l'appui intermédiaire Pi6 après un poussage de 171 m. Le tablier a été relevé d'une hauteur de 2,40 m pour permettre son passage au-dessus de l'appui Pi6. À la suite de cette opération Freyssinet a cloué provisoirement le pylône P3 sur la pile P7.
- 12 septembre 2003 : Deuxième lançage (L2) de 114 m du tablier métallique côté nord. Le premier lançage (L1) s'était déroulé sur la terre ferme au niveau de la culée, permettant de valider les procédures et les dispositifs techniques.
- 20 novembre 2003 : Achèvement des piles[1].
- 26 mars 2004 : Lançage L10 côté sud. Le tablier atteint la pile P3.
- Nuit du 4 au 5 avril 2004 : Le tablier métallique est poussé sur la pile P2, la plus haute du monde. L'opération de lançage a été ralentie par le vent et par les nappes de brouillard perturbant les systèmes de visée laser. À cette phase, 1 947 m de tablier ont été lancés.
- 20 avril 2004 : Fin du lançage du tablier côté nord. L'extrémité du tablier se trouve à l'aplomb du Tarn. Il reste à faire 2 lançages côté sud.
- 28 mai 2004 : Les tabliers nord et sud ne sont plus qu'à quelques centimètres l'un de l'autre ; la jonction est officiellement annoncée (la mise en place du joint intervient dans les jours suivants)[1].
- Fin juillet 2004 : Fin du levage des pylônes.
- 21 septembre 2004 - 25 septembre 2004 : Travaux de pose du revêtement par Appia. 9 000 t d'enrobés spéciaux + 1 000 t d'enrobés « classiques » au centre sont utilisés. Un problème de dilatation du tablier a conduit à changer de méthode de pose des enrobés. La solution initiale : mise en place en continu sur chaque côté du pont. Solution mise en œuvre : mise en œuvre par « pianotage ».
- Novembre 2004 : Fin prévue du démontage des palées provisoires.
- 17 novembre 2004 : Début des tests de l'ouvrage (485 t de charge totale).
- 14 décembre 2004 : Inauguration par le président Jacques Chirac.
- 16 décembre 2004 - 03 h 45 : Ouverture du viaduc à la circulation, en avance sur la planification initiale qui était fixée au 25 février 2006.
- 18 décembre 2004 : les travaux sont terminés.